# Уилсон (Вайоминг)
Уи́лсон (англ. Wilson) — статистически обособленная местность, расположенная в округе Титон (штат Вайоминг, США) с населением в 1294 человека по статистическим данным переписи 2000 года.

## География
По данным Бюро переписи населения США, статистически обособленная местность Уилсон имеет общую площадь в 60,35 квадратных километров, из которых 59,83 кв. километров занимает земля и 0,52 кв. километров — вода. Площадь водных ресурсов округа составляет 0,86 % от всей его площади.
Статистически обособленная местность Уилсон расположена на высоте 1874 метра над уровнем моря.

## Демография
По данным переписи населения 2000 года, в Уилсоне проживало 1294 человека, 305 семей, насчитывалось 563 домашних хозяйства и 706 жилых домов. Средняя плотность населения составляла около 21,6 человека на один квадратный километр. Расовый состав Уилсона по данным переписи распределился следующим образом: 97,68 % белых, 0,15 % — коренных американцев, 0,46 % — азиатов, 1,08 % — представителей смешанных рас, 0,54 % — других народностей. Испаноговорящие составили 1,00 % от всех жителей статистически обособленной местности.
Из 563 домашних хозяйств в 25,2 % — воспитывали детей в возрасте до 18 лет, 47,6 % представляли собой совместно проживающие супружеские пары, в 3,7 % семей женщины проживали без мужей, 45,8 % не имели семей. 28,6 % от общего числа семей на момент переписи жили самостоятельно, при этом 2,7 % составили одинокие пожилые люди в возрасте 65 лет и старше. Средний размер домашнего хозяйства составил 2,27 человек, а средний размер семьи — 2,86 человек.
Население статистически обособленной местности по возрастному диапазону по данным переписи 2000 года распределилось следующим образом: 20,9 % — жители младше 18 лет, 4,3 % — между 18 и 24 годами, 39,1 % — от 25 до 44 лет, 28,3 % — от 45 до 64 лет и 7,4 % — в возрасте 65 лет и старше. Средний возраст жителей составил 37 лет. На каждые 100 женщин в Уилсоне приходилось 117,1 мужчин, при этом на каждые сто женщин 18 лет и старше приходилось 120,0 мужчин также старше 18 лет.
Средний доход на одно домашнее хозяйство в статистически обособленной местности составил 69 327 долларов США, а средний доход на одну семью — 93 354 доллара. При этом мужчины имели средний доход в 30 455 долларов США в год против 61 635 долларов среднегодового дохода у женщин. Доход на душу населения в статистически обособленной местности составил 65 489 долларов в год. Все семьи Уилсона имели доход, превышающий уровень бедности, 6,4 % от всей численности населения находилось на момент переписи населения за чертой бедности, при том все жители младше 18 и старше 65 лет имели совокупный доход, превышающий прожиточный минимум.